# Vier Meesters van Anhui

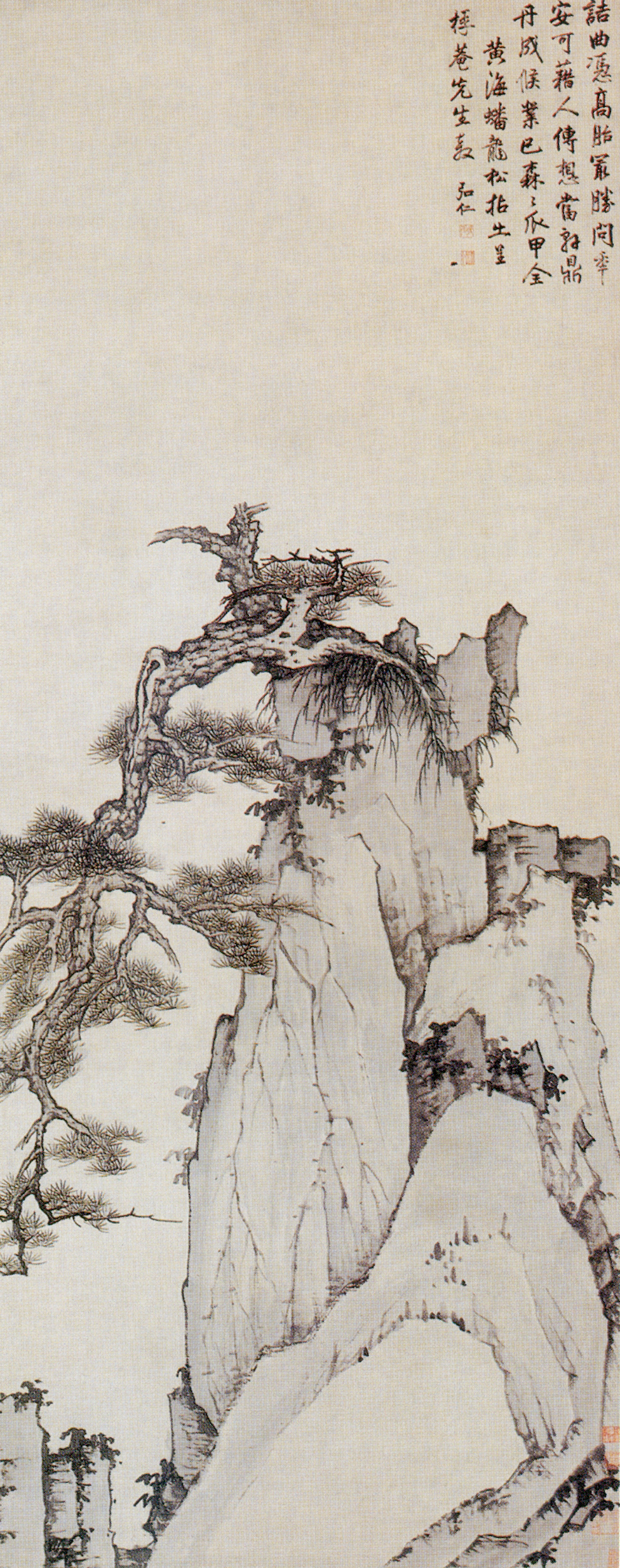
Den op de Gele Berg door Hong Ren, hangende rol met gewassen inkt op papier, collectie Metropolitan Museum of Art

De Vier Meesters van Anhui of Vier Meesters van Xin'an is een canon van vier Chinese landschapsschilders die in de vroege Qing-periode in de provincie Anhui leefden. Zij werkten relatief afgelegen van andere Chinese kunstschilders en ontwikkelden zo afwijkende schildertechnieken. Hun landschapsstijl staat bekend als de Anhui-school, Xin'an-school, Haiyang Sijia of Huangshan-school.
De algemeen geaccepteerde samenstelling van de canon bestaat uit Hong Ren (1610–1664), Zha Shibiao (1615–1698) en de minder bekende kunstenaars Sun Yi (fl. 1630-1650) en Wang Zhirui (?–1657). In een alternatieve samenstelling zijn de laatste twee vervangen door twee andere vertegenwoordigers van de Anhui-school: Xiao Yuncong (1596–1673) en Mei Qing (ca. 1623–1697).
De shan shui-landschappen van de Anhui-school vertonen de eigenaardige landschapskenmerken van de provincie, zoals de typische bergtoppen van de bergketen Huangshan. De stijl is tegelijk vrij en terughoudend en tonen veel overeenkomsten met de spaarzame landschappen in droge penseelstreken van Ni Zan (1301–1374), een van de Vier Meesters van de Yuan-dynastie.